# Geografia d'Àsia

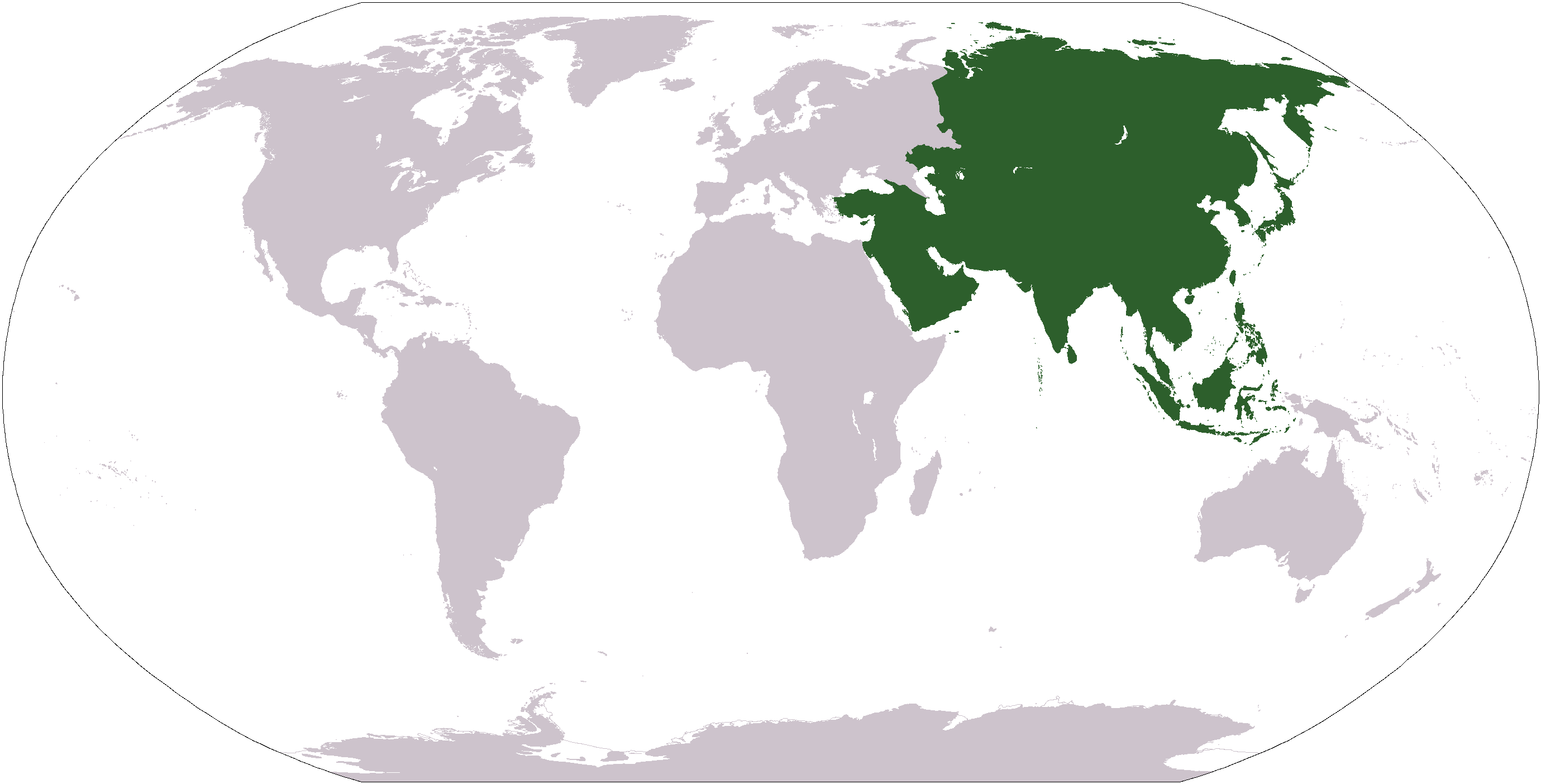
L'Àsia en color verd

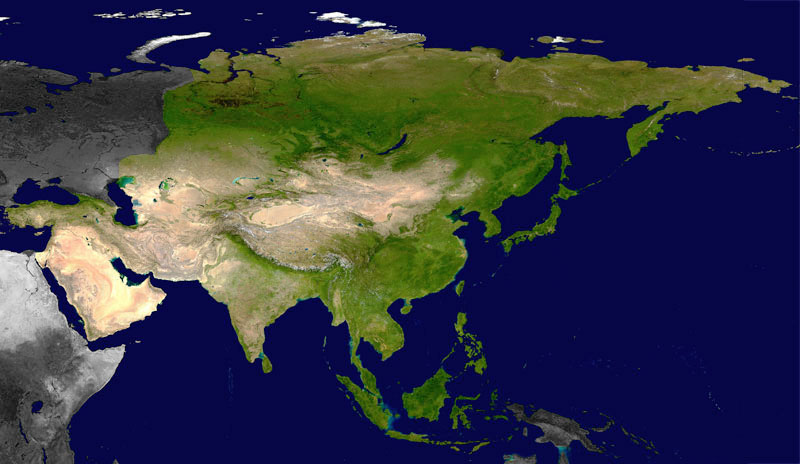
Imatge per satèl·lit d'Àsia

L'Àsia, que es troba gairebé exclusivament a l'hemisferi nord, a l'est d'Euràsia, és el més gran dels set continents del món amb 43.810.582 km² i el 8,6% de la superfície de la Terra i el 29,4% de la superfície terrestre.
Compta amb més de 50 països i el 2007 la seva població va arribar a gairebé quatre mil milions de persones, més del 60% de la població mundial. L'Àsia té l'altitud màxima amb l'Everest i els seus 8.849,87 m, l'altitud mínima amb el Mar Mort i els seus -417 m, i el punt de terra més allunyat de qualsevol oceà, a 2.648 milles de la costa més propera.

## Característiques geogràfiques
La massa continental d'Àsia no és la suma de les masses de terra de cadascuna de les seves regions, que han estat definides de forma independent de la totalitat. Per exemple, les fronteres de l'Àsia central i de l'Orient Mitjà depenen de qui les defineix i amb quin propòsit. Aquestes definicions varien, generalment no es reflecteix en el mapa d'Àsia en el seu conjunt, per exemple, Egipte s'inclou típicament a l'Orient Mitjà, però no a l'Àsia, tot i que l'Orient Mitjà és una divisió d'Àsia.
La delimitació entre Àsia i Àfrica és l'istme de Suez i el Mar Roig. La frontera amb Europa comença amb la costa del Mediterrani oriental, tot i que Turquia, a l'Orient Pròxim, s'estén en part a dins i inclou Istanbul en el costat europeu del Bòsfor. Al nord, la frontera entre els continents d'Àsia i Europa es troba als Urals. Dels Dardanels, el Mar de Màrmara, el Bòsfor, el mar Negre, la serralada del Caucas, la mar Càspia, el riu Ural a la seva font, i una llarga frontera generalment després de la part oriental dels Urals al Mar Kara, Rússia. L'Oceà Àrtic és la frontera nord. L'Estret de Bering separa Àsia de l'Amèrica del Nord.
Al sud-est d'Àsia la frontera és la Península de Malàisia (el límit de la part continental d'Àsia) i Indonèsia ("illes de l'Índia", l'ex Índies Orientals), un gran país de milers d'illes, grans i petites, habitades i deshabitades. Austràlia és un continent diferent. Les illes del Pacífic al nord-est d'Austràlia són Oceania en lloc d'Àsia. La frontera amb Indonèsia corre al llarg de l'oceà Índic fins al Mar Roig. La major part de les illes de l'Oceà Índic són asiàtiques.

## Subregions d'Àsia
- Subregions geogràfiques d'Àsia 
   Nord d'Àsia   Àsia central   Àsia Occidental   Àsia meridional   Àsia oriental   Sud-est d'Àsia